# Dennis Bock
Dennis Bock (ur. 28 sierpnia 1964 w Belleville) – kanadyjski pisarz.
Ukończył studia na University of Western Ontario. Za opowiadanie Olympia otrzymał nagrodę Danute Gleed Award.
Jest żonaty i ma dwóch synów. Mieszka w Toronto.

## Opowiadania
- Olympia (1986)

## Powieści
- The Ash Garden (2001)
- The Communist's Daughter (2006) (wyd. pol. Córka komunisty 2010)